# Noreena peralta
Noreena peralta är en fjärilsart som beskrevs av Heinrich Benno Möschler 1883. Noreena peralta ingår i släktet Noreena och familjen juvelvingar. Inga underarter finns listade i Catalogue of Life.